# I Remember Yesterday (песня)
«I Remember Yesterday» (с англ. — «Я помню вчерашний день») — песня американской певицы и автора песен Донны Саммер, записанная для её одноимённого студийного альбома 1977 года. Альбом также содержал репризу трека.
Песня была выпущена в качестве третьего сингла в Европе и Латинской Америке. В СССР песня была впервые издана в 1978 году в журнале «Кругозор» (5/1978) вместе с песней «I Feel Love».

## Отзывы критиков
Алан Льюис из Sounds написал, что данная песня «а-ля 1940-е» настолько далека от синтезаторной эпопеи «I Feel Love» насколько это возможно. Он назвал этот шаг смелым изменением, а также заявил, что в песне есть своё очарование, однако, на фоне вышеупомянутого шедевра, она кажется чем-то второстепенным.

## Варианты издания
Великобритания — 7" (GTO GT 107)
1. «I Remember Yesterday»
2. «Spring Affair»

Нидерланды — 7" (GRS 15010)
1. «I Remember Yesterday» (Part 1) — 4:45
2. «I Remember Yesterday» (Part 2) — 3:02

Германия — 7" (Atlantic ATL 11 028)
1. «I Remember Yesterday» — 4:07
2. «Back in Love Again» — 3:52

Мексика — 12" (RCA Victor	DISCO — TEC 8)
1. «I Remember Yesterday „Recuerdo El Ayer“» — 4:45
2. «Come With Me „Ven Conmigo“» — 4:20

## Чарты
| Чарт (1977)                                                       | Высшая позиция |
| ----------------------------------------------------------------- | -------------- |
| Австрия (Ö3 Austria Top 40)                                       | 24             |
| Бельгия/Валлония (Ultratop 50)                                    | 15             |
| Великобритания (OCC UK Singles)                                   | 14             |
| Италия (Musica e dischi)                                          | 10             |
| Нидерланды (Dutch Top 40)                                         | 24             |
| Нидерланды (Single Top 100)                                       | 20             |
| США (Billboard Dance Club Songs) · Как часть I Remember Yesterday | 1              |
| Франция (IFOP)                                                    | 11             |

## Продажи и сертификации
| Регион         | Сертификация | Продажи |
| -------------- | ------------ | ------- |
| Великобритания | —            | 250 000 |

## Кавер-версии
- В 1982 году литовская певица Янина Мищюкайте записала кавер-версию песни для пластинки Estradinės Dainos[11].
- В 2018 году песня была включена в сет-лист мюзикла Summer: The Donna Summer Musical[англ.].